# Charinus bonaldoi
Espèce
Charinus bonaldoi est une espèce d'amblypyges de la famille des Charinidae.

## Distribution
Cette espèce est endémique du Pará au Brésil. Elle se rencontre vers Benevides, Breves et Santarém.

## Description
La carapace des femelles mesure de 2,30 à 2,77 mm de long sur de 2,78 à 3,70 mm et l'abdomen de 3,70 à 4,42 mm.

## Étymologie
Cette espèce est nommée en l'honneur d'Alexandre Bragio Bonaldo.

## Publication originale
- Giupponi & Miranda, 2016 : « Eight New Species of Charinus Simon, 1892 (Arachnida: Amblypygi: Charinidae) Endemic for the Brazilian Amazon, with Notes on Their Conservational Status. » PLOS One, vol. 11, no 2, e0148277, p. 1-33.